# Nacke

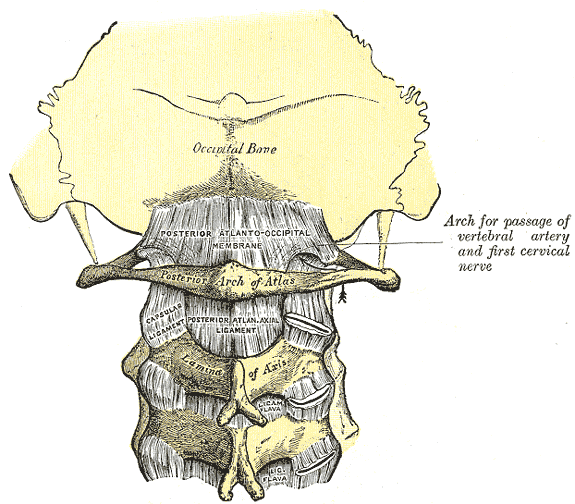
Dorsal vy av nacklederna. De bakre membranen och ligamenten fyller ut mellanrummen mellan halskotornas bakre bågar och nackbenet.
Illustration: Gray's Anatomy, 1918. (PD)

Nacke (latin: nucha) eller halsrygg kallas halsens baksida. I nacken sker en stor del av huvudets och ryggradens rörelser. Dessa rörelser sker i lederna mellan halskotorna.

## Skelett

### Ben
Nacken utgör ryggradens (columna vertebralis) övre del. Ryggkotorna (vertebrae) där kallas halskotor (vertebrae cervicales). De är de minsta kotorna i ryggraden. De två översta kotorna, ringkotan (Atlas) och tappkotan (axis), bildar tillsammans med nackbenet (os occipitale) den sammansatta nackleden.

### Leder
Huvudartiklar: Övre nackleden, Nedre nackleden
Tillsammans ger nackens två leder tre frihetsgrader och fungerar funktionellt som en kulled. Flexion-extension (böjning framåt-bakåt) och lateralflexion (böjning i sidled) sker i övre nackleden, (atlantooccipitalleden, art. atlantooccipitalis) mellan ringkotan (atlas, den översta ryggkotan) och nackbenet (os occipitale). Rotation av huvudet (i horisontalplanet) sker i nedre nackleden (atlantoaxialleden, art. atlantoaxialis) mellan ringkotan och tappkotan (axis, den näst översta ryggkotan).

## Ligament
Flera ligament omger nacklederna och begränsar kraniets rörelser så att förlängda märgen (medulla oblongata) och ryggmärgen (medulla spinalis) inte skadas. Ett komplicerat system av ligament ser till att tappkotans vertikala utskott ("tappen") inte böjs in mot ryggmärgen vid till exempel trafikolyckor.
Nackligamentet (lig. nuchae) är ett trekantigt ligament som skiljer vänster och höger nackmuskulatur åt och spänner mellan crista occipitalis externa på nackbenet och halskotornas dorsala utskott. Hos människan ligger den förtjockade bakre kanten ytligt under huden och kan lätt palperas vid flexion. Hos många fyrfotade däggdjur är ligamentet mycket tjockt och bär huvudets vikt.

## Muskler

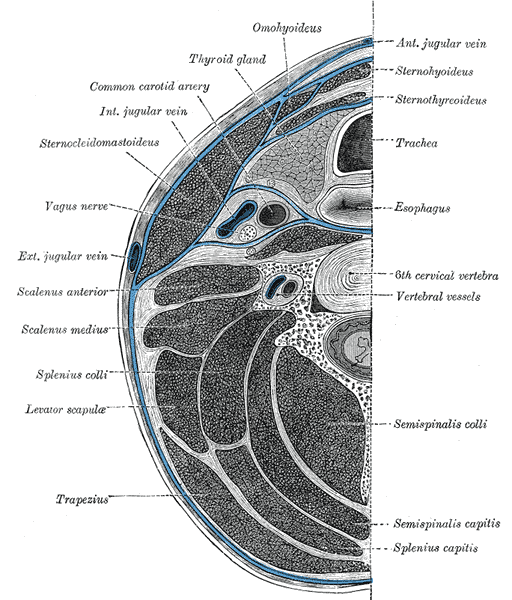
Ett tvärsnitt genom halsen i höjd med sjätte cervikalkotan visar bland annat relationen mellan halsens djupa muskler och halsfascians tre lager.
Illustration: Gray's Anatomy, 1918. (PD)

Huvudartiklar: Ryggmuskler, halsmuskler
Nackmusklerna räknas normalt antingen till halsens muskler eller till ryggens. De tillhör de muskelgrupper som håller antingen ryggraden till huvudet upprest. Vissa muskler räknas till övre extremiteten (se till exempel Skuldergördelns muskler).
I nacken sträcker sig septum av bindvävnad ned till muskelfascian och huden är tjock och fast förankrad.
- m. levator scapulae
- m. trapezius
- m. rhomboideus minor
- m. rhomboideus major
- m. sternocleidomastoideus
- m. semispinalis capitis
- m. semispinalis cervicis
- m. longissmus capitis
- m. longissmus cervicis
- m. rectus capitis posterior major
- m. rectus capitis posterior minor
- m. obliquus capitis superior
- m. obliquus capitis inferior
- m. splenius cervicis
- m. splenius capitis

## Nerver och kärl

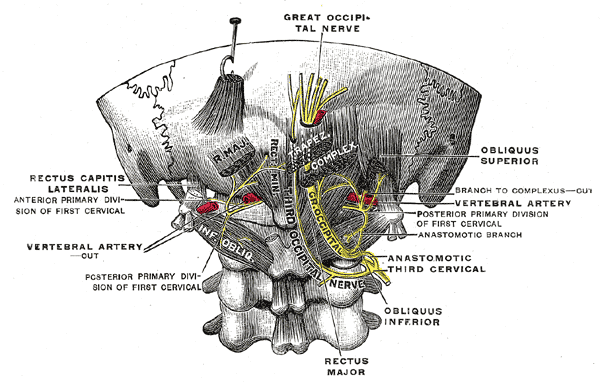
Posterior primary divisions of the upper three cervical nerves.
Illustration: Gray's Anatomy, 1918. (PD)

- förlängda märgen (medulla oblongata)
- ryggmärgen (medulla spinalis)
- plexus brachialis

## Skador
Många människor sitter en stor del av sin aktiva tid och utför montona arbetsuppgifter, till exempel framför en dator. Det är därför vanligt med belastningsskador i nacke och rygg vilket kan leda till smärta i huvud, ögon, axlar och många andra delar av kroppen. Detta motverkas lätt genom att arbetsställningar varieras, genom regelbunden motion och genom massage.
- nacksmärta
- pisksnärtskada (whiplash), musarm, nackspärr, ...

## Djur

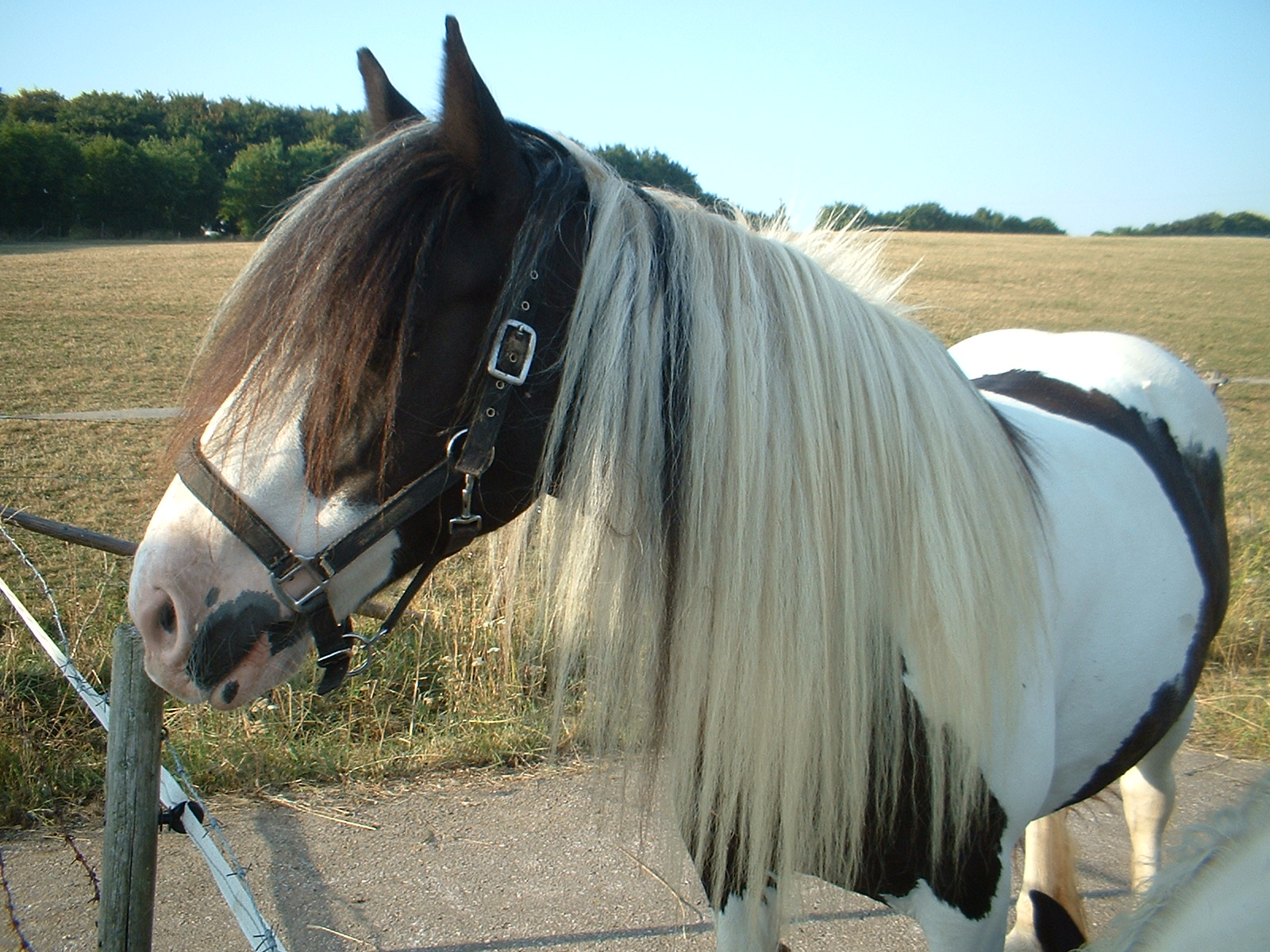
En tinkerponny med lång man.

På hästens samt andra djurs nacke växer en man. Manens främsta funktioner tros vara att leda bort regnvatten och att hålla flugor borta. På tamhästar används ofta manen till vackra flätningar. Olika raser har olika mycket man.